# شهرستان گودالوپ (تگزاس)
شهرستان گودالوپ، تگزاس (به انگلیسی: Guadalupe County, Texas) یک سکونتگاه مسکونی در ایالات متحده آمریکا است که در تگزاس واقع شده‌است.

## خصوصیات
شهرستان گودالوپ ۱٬۸۵۱٫۸۵ کیلومترمربع مساحت دارد.